# 時の館
時の館（ときのやかた）は、1999年に牧尾屋(現・Pleiades Company) が制作したアドベンチャーゲームである。

## 概要
休暇で故郷に帰ってきた主人公が訪れた洋館で繰り広げるノベル形式のアドベンチャーゲームであり、滅び去った記憶という副題がついている。Pleiades Companyオリジナルブラウザゲーム第1弾であり、後に制作された『時の封土』『時の故郷』と世界観を共有している。『時の故郷』が注目を浴びたため、本作についても注目されるようになった。『時の封土』『時の故郷』に出てくる「時の蝋燭」「時の杯」「指輪」などのアイテムや、「西方の七賢者」「時渡り」については、本作品で初めて出てくる。
オリジナルとなっているのは、作者がPC-98x1用ゲームとして制作した「時の館」である。こちらは現在、サーパラマーケットで販売されている「時の故郷」シェアウェア版に同梱されているT98-Nest用のおまけゲーム内に収録されている。
シンガーソングライター堀内佳から依頼されたことから、視覚障害者にもプレイしやすいようにと、音声読み上げソフトPC-TALKERに対応した音声対応版を制作した。

## ゲームシステム
コマンド選択型となっている。プレイヤーが選択肢で選ぶ内容によって主人公の行動は変化し、エンディングはバッドを含めて6つである。また選択肢を誤ると、主人公が死んだり、なにも解決できなかったりのままゲームオーバーとなる。

## ストーリー
19世紀末のヨーロッパにある片田舎。久しぶりに休暇を取った主人公は、故郷に帰ってきた。吸血鬼や幽霊が住むという噂のあった洋館に足を踏み入れた主人公は、シオという少女と出会う。主人公は紫の蝋燭を使ったことによって過去へ移動してしまった。主人公を襲う謎と罠。そこには、主人公が失った記憶が関わっていた。

## 登場人物
私
主人公。名前は設定されていない。職業は新聞記者。
シオ
館の持ち主である少女。色白で髪はブロンド、瞳は琥珀色。
ヴェルドー・ルセル・ランドバーグ
フランスの歴史からは闇に葬られた王。残忍なことから「吸血王」と呼ばれていた。
導師ゲシュタル
「西方の七賢者」の1人。白い包囲を纏った老人。

## 収録雑誌
ゲームの紹介や、ゲームそのものが付録として収録された雑誌を列挙。
- 『TECH Win』（エンターブレイン）2002年9月号（8月8日発売）
- 『DOS/V POWER REPORT』（インプレス）2002年11月号（9月28日発売）
- 『WindowsPower』（アスキー）2002年11月号（10月18日発売）
- 『Windows100%』（晋遊舎）2003年2月号（1月13日発売）
- 『無料で遊べる! 最強ソフト100』（千舷社 祥伝社ムック―千舷BOOK）（2003年2月発売）
- 『ウィンドウズROM!』（MCプレス）2003年9月号（8月18日発売）
- 『TECH Win』（エンターブレイン）2003年10月号（9月26日発売）
- 『フリーウェア5000 (2003Autumn)』（エンターブレイン）（2003年10月発売）